# Eupolybothrus spiniger
Eupolybothrus spiniger är en mångfotingart som först beskrevs av Robert Latzel 1888.  Eupolybothrus spiniger ingår i släktet Eupolybothrus och familjen stenkrypare.
Artens utbredningsområde är Bosnien. Inga underarter finns listade i Catalogue of Life.